# جوپا (آلاباما)
جوپا (به انگلیسی: Joppa) شهرکی در شهرستان کالمن ایالت آلاباما است که مساحت آن ۵٫۱ کیلومترمربع است و در سرشماری سال ۲۰۱۰ میلادی، ۵۰۱ نفر جمعیت داشته و تراکم جمعیتی آن، ۹۸٫۲۴ در کیلومترمربع بوده است.